# Frank Layden
Francis Patrick "Frank" Layden (Brooklyn, Nueva York; 5 de enero de 1932 - Salt Lake City, 9 de julio de 2025) fue un entrenador y directivo de baloncesto estadounidense.

## Biografía
Entrenó y fue ejecutivo en los Utah Jazz de la NBA, además de haber sido jugador y entrenador de los Niagara Purple Eagles. En 1979 firmó como general mánager de los por entonces New Orleans Jazz, y en 1981 se convirtió en el entrenador, sustituyendo a Tom Nissalke. Sería el técnico de los Jazz durante los próximos siete años y medio, hasta que se retiró durante la temporada 1987-88 siendo reemplazado por Jerry Sloan.
En 1984, ganó el Premio al Mejor Entrenador del Año, Mejor Ejecutivo del Año y el Mejor Ciudadano (es el único en la historia en recibir este premio sin ser jugador).
Tras dejar los Jazz en 1988, trabajó como asesor para New York Knicks, donde su hijo Scott Layden era por entonces el general mánager.
En la Universidad de Niágara, Frank fue compañero de otro futuro entrenador de la NBA, Hubie Brown.